# Жалнин, Григорий Иванович
Григорий Иванович Жалнин (10.02.1915, Волгоградская область — 07.02.2001) — командир взвода 212-го отдельного истребительного противотанкового дивизиона 157-й стрелковой дивизии старшина — на момент последнего представления к награждению орденом Славы.

## Биография
Родился 10 февраля 1915 года на хуторе Нижние Коробки, Котовского района Волгоградской области. Образование неполное среднее. Жил в городе Туле, работал сварщиком на Новотульском металлургическом заводе.
В 1939—1940 годах проходил срочную службу в Красной Армии, в артиллерийских частях. Участник войны с Финляндией 1939—1940 годов, похода в Бессарабию. После увольнения в запас в конце 1940 года вернулся в Тулу.
В июне 1941 года, на второй день войны, добровольцем, через Пролетарский райвоенкомат города Тулы, ушёл на фронт. Боевое крещение принял в боях под Калугой. Воевал на Западном, Центральном, 3-м Белорусском фронтах. К осени 1943 года старший сержант Жалнин командовал расчётом орудия 212-го отдельного истребительного противотанкового дивизиона 157-й стрелковой дивизии. Член ВКП/КПСС с 1944 года.
14-20 ноября 1943 года в районе деревне Хандочи при прорыве сильно укреплённой обороны противника расчёт старшего сержанта Жалнина сопровождал наступающую пехоту. С бойцами расчёта отразил семь контратак противника, уничтожив при этом 5 пулемётов, 8 миномётов и до 20 солдат. 29 ноября, западнее деревни Хандочи со своим орудием уничтожил 2 огневые точки и до 10 противников. Был представлен к награждению орденом Отечественной войны 2-й степени, командующим 33-й армии статус награды был изменен. Пока наградные документы ходили по инстанциям старший сержант Жалнин вновь отличился.
В ходе наступления 28 декабря 1943 года в районе станции Крынки старший сержант Жалнин, командуя расчётом, под сильным миномётным огнём уничтожил два миномёта, пулемётный расчёт и до 15 противников. 14 января 1944 года, в бою за деревню Половинки, при отражении контратаки противника уничтожил противотанковую пушку, наблюдательный пункт и до 10 противников. Был представлен к награждению орденом Славы 3-й степени.
Приказом по войскам 33-й армии от 14 февраля 1944 года старший сержант Жалнин Григорий Иванович награждён орденом Славы 3-й степени.
Приказом по частям 157-й стрелковой дивизии от 29 февраля 1944 года старший сержант Жалнин Григорий Иванович награждён орденом Славы 3-й степени.
9 августа 1944 года при отражении контратаки противника в районе города Вилкавишкис командир взвода старшина Жалнин, командуя бойцами взвода, вывел орудия на открытые позиции. Артиллеристы взвода подбили тяжёлый танк «Тигр», самоходное орудие «Фердинанд», автомашину с пушкой и истребили до взвода пехоты.
Приказом по войскам 33-й армии от 3 сентября 1944 года старшина Жалнин Григорий Иванович награждён орденом Славы 2-й степени.
В 1945 году окончил курсы младших лейтенантов, вернулся в свой дивизион на ту же должность командира огневого взвода. В августе-сентябре 1945 года участвовал в советско-японской войне, был награждён орденом Красной Звезды. В июле 1946 года лейтенант Жалнин уволен в запас.
Вернулся в город Тулу. Много лет работал начальником пожарной охраны Новотульского металлургического завода.
Приказом Министра обороны Российской Федерации от 3 ноября 1992 года в порядке перенаграждения старшина Жалнин Григорий Иванович награждён орденом Славы 1-й степени. Стал полным кавалером ордена Славы.
Жил в городе-герое Туле. Скончался 7 февраля 2001 года.
Награждён орденами Отечественной войны 1-й степени, Красной Звезды, Славы 3-х степеней, медалями.
В городе Туле на доме, где последние годы жил ветеран, установлена мемориальная доска.